# Faustino Oro
Pour les articles homonymes, voir Oro.
Faustino Oro est un joueur d'échecs argentin né le 14 octobre 2013 à Buenos Aires.
Au 1er juin 2024, il est le 41e joueur argentin avec un classement Elo de 2 351 points.

## Biographie et carrière
Faustino Oro est né en octobre 2013 à Buenos Aires. Ses parents lui apprennent à jouer aux échecs en mai 2020. En 2023, à neuf ans, il devient le plus jeune joueur à passer la marque de 2 300 points au classement Elo et le plus jeune joueur à réaliser une norme de maître international, à neuf ans et neuf mois. Il l'obtient lors de la Copa Ciudad de Comodoro Rivadavia, organisée en Argentine et où il termine deuxième.
En avril 2024, il bat le numéro un mondial en cadence ultra rapide (« bullet ») et est surnommé « le Messi des échecs ».
En juin 2024, à dix ans, Oro finit deuxième ex æquo (huitième au départage) du championnat continental américain qualificatif pour la Coupe du monde d'échecs 2025 avec 8,5 points sur 11. Il réalise ainsi sa deuxième norme de maître international et une performance Elo de 2 494 points.
Le 30 juin 2024, il finit premier, à égalité avec Christian Hernandez, lors du tournoi fermé de Barcelone. Il réalise sa troisième et dernière norme et devient ainsi le plus jeune joueur d'échecs de l'histoire à obtenir le titre de maître international, à l'âge de 10 ans, 8 mois et 16 jours, battant le précédent record détenu par Abhimanyu Mishra.

## Style de jeu et d'apprentissage
Selon Europe Échecs, il est le représentant d'une nouvelle génération de joueurs ayant appris à jouer au moment de la pandémie de Covid-19, principalement sur Internet. Il apprend majoritairement en ligne, en disputant des milliers de parties. Faustino Oro « illustre parfaitement les transformations profondes des échecs, avec l'irruption d'internet et de l'apprentissage en ligne ». Dans un entretien avec le magazine, il dit s'entraîner « 4 ou 5 heures chaque jour », plus que de nombreux autres joueurs professionnels.